# Râul Valea Runcului, Dâmbovița
Râul Valea Runcului este un curs de apă, afluent al râului Dâmbovița. 